# Outriaz
Outriaz (prononcé "Outria", [utʁija]) est une commune française, située dans le département de l'Ain en région Auvergne-Rhône-Alpes.
Ses habitants s'appellent les Triolins.

## Géographie
Outriaz se situe dans les plis du Bugey, et plus précisément dans la Combe du Val. Son territoire communal, délimité par les communes de Lantenay, Corcelles et Vieu-d'Izenave est arrosé au sud par le Flon qui prend sa source au lieu-dit la Moule.
Le village est traditionnellement divisé en trois quartiers, le Quartier d'en Haut, le Quartier d'en Bas et le Fond des Cours. Plusieurs lotissements sont venus, depuis les années 1970, s'ajouter aux maisons bugistes traditionnelles.

### Communes limitrophes
|          | Vieu-d'Izenave |                    |
|          | Outriaz        |                    |
| Lantenay |                | Champdor-Corcelles |

### Climat
Pour des articles plus généraux, voir Climat d'Auvergne-Rhône-Alpes et Climat de l'Ain.
En 2010, le climat de la commune est de type climat de montagne, selon une étude du CNRS s'appuyant sur une série de données couvrant la période 1971-2000. En 2020, Météo-France publie une typologie des climats de la France métropolitaine dans laquelle la commune est exposée à un climat de montagne ou de marges de montagne et est dans la région climatique Jura, caractérisée par une forte pluviométrie en toutes saisons (1 000 à 1 500 mm/an), des hivers rigoureux et un ensoleillement médiocre.
Pour la période 1971-2000, la température annuelle moyenne est de 8,5 °C, avec une amplitude thermique annuelle de 16,6 °C. Le cumul annuel moyen de précipitations est de 1 639 mm, avec 11,6 jours de précipitations en janvier et 8,9 jours en juillet. Pour la période 1991-2020, la température moyenne annuelle observée sur la station météorologique de Météo-France la plus proche, « Vieu », sur la commune de Vieu-d'Izenave à 2 km à vol d'oiseau, est de 9,4 °C et le cumul annuel moyen de précipitations est de 1 610,3 mm,. Pour l'avenir, les paramètres climatiques de la commune estimés pour 2050 selon différents scénarios d'émission de gaz à effet de serre sont consultables sur un site dédié publié par Météo-France en novembre 2022.

## Urbanisme

### Typologie
Au 1er janvier 2024, Outriaz est catégorisée commune rurale à habitat dispersé, selon la nouvelle grille communale de densité à 7 niveaux définie par l'Insee en 2022.
Elle est située hors unité urbaine et hors attraction des villes,.

### Occupation des sols
L'occupation des sols de la commune, telle qu'elle ressort de la base de données européenne d’occupation biophysique des sols Corine Land Cover (CLC), est marquée par l'importance des forêts et milieux semi-naturels (58,7 % en 2018), une proportion identique à celle de 1990 (58,7 %). La répartition détaillée en 2018 est la suivante : 
forêts (58,7 %), prairies (25,1 %), zones agricoles hétérogènes (11,3 %), zones urbanisées (4,8 %).
L'évolution de l’occupation des sols de la commune et de ses infrastructures peut être observée sur les différentes représentations cartographiques du territoire : la carte de Cassini (XVIIIe siècle), la carte d'état-major (1820-1866) et les cartes ou photos aériennes de l'IGN pour la période actuelle (1950 à aujourd'hui).

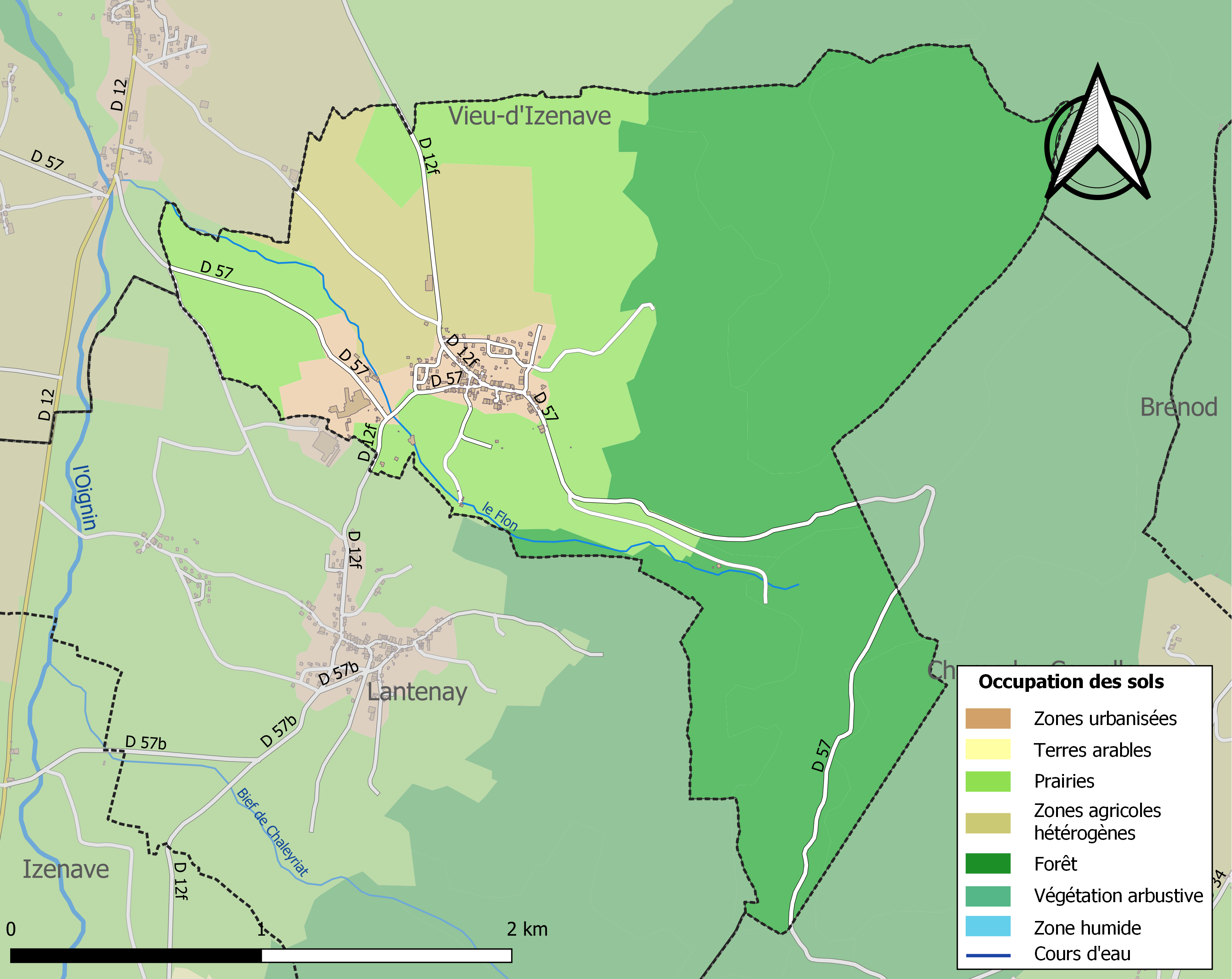
Carte des infrastructures et de l'occupation des sols de la commune en 2018 (CLC).

## Toponymie
Le z final ne sert qu'à marquer le paroxytonisme et ne devrait pas être prononcé dans la langue d'origine.

## Histoire
La commune d'Outriaz a été créé en 1873. Auparavant, Outriaz n'était qu'un hameau de Lantenay.

## Politique et administration

### Découpage territorial
La commune d'Outriaz est membre de l'intercommunalité Haut-Bugey Agglomération, un établissement public de coopération intercommunale (EPCI) à fiscalité propre créé le 1er janvier 2014 dont le siège est à Oyonnax. Ce dernier est par ailleurs membre d'autres groupements intercommunaux.
Sur le plan administratif, elle est rattachée à l'arrondissement de Nantua, au département de l'Ain et à la région Auvergne-Rhône-Alpes. Sur le plan électoral, elle dépend du canton de Plateau d'Hauteville pour l'élection des conseillers départementaux, depuis le redécoupage cantonal de 2014 entré en vigueur en 2015, et de la cinquième circonscription de l'Ain pour les élections législatives, depuis le dernier découpage électoral de 2010.

### Administration municipale
| Période                                  | Période                       | Identité     | Étiquette | Qualité |
| ---------------------------------------- | ----------------------------- | ------------ | --------- | ------- |
| mars 1983                                | En cours (au 13 juillet 2023) | Claude Morel | DVD       |         |
| Les données manquantes sont à compléter. |                               |              |           |         |

## Démographie
L'évolution du nombre d'habitants est connue à travers les recensements de la population effectués dans la commune depuis 1872. Pour les communes de moins de 10 000 habitants, une enquête de recensement portant sur toute la population est réalisée tous les cinq ans, les populations de référence des années intermédiaires étant quant à elles estimées par interpolation ou extrapolation. Pour la commune, le premier recensement exhaustif entrant dans le cadre du nouveau dispositif a été réalisé en 2004.
En 2022, la commune comptait 258 habitants, en évolution de −1,15 % par rapport à 2016 (Ain : +5,15 %, France hors Mayotte : +2,11 %).
| 1872 | 1876 | 1881 | 1886 | 1891 | 1896 | 1901 | 1906 | 1911 |
| ---- | ---- | ---- | ---- | ---- | ---- | ---- | ---- | ---- |
| 234  | 233  | 250  | 254  | 233  | 237  | 240  | 223  | 219  |

| 1921 | 1926 | 1931 | 1936 | 1946 | 1954 | 1962 | 1968 | 1975 |
| ---- | ---- | ---- | ---- | ---- | ---- | ---- | ---- | ---- |
| 213  | 220  | 223  | 206  | 190  | 222  | 236  | 225  | 204  |

| 1982 | 1990 | 1999 | 2004 | 2006 | 2009 | 2014 | 2019 | 2022 |
| ---- | ---- | ---- | ---- | ---- | ---- | ---- | ---- | ---- |
| 255  | 275  | 264  | 271  | 285  | 256  | 258  | 258  | 258  |

Avant 1870, Outriaz était un hameau de Lantenay.

## Culture et patrimoine

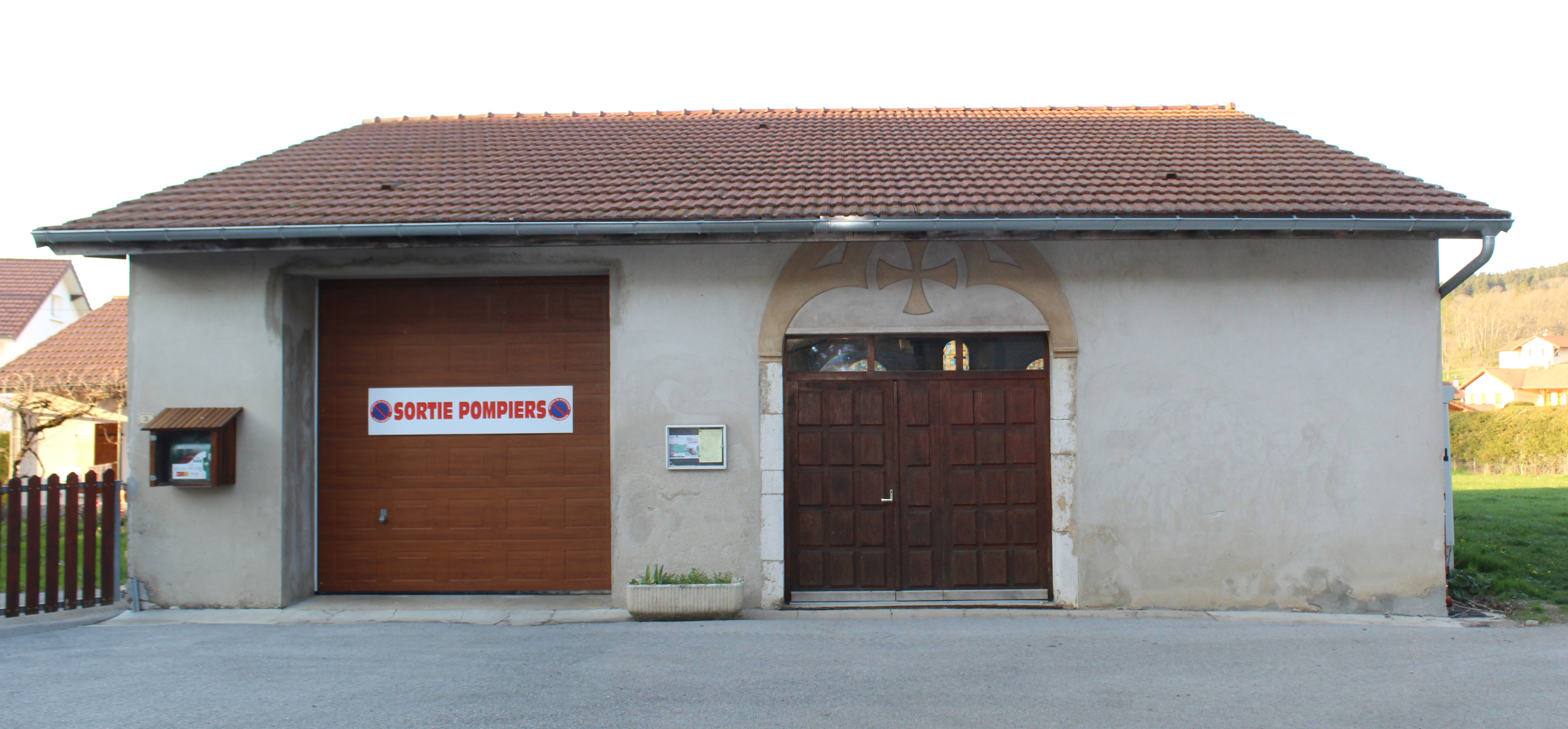
Chapelle d'Outriaz

### Lieux et monuments
La place du village se situe à son centre, près d'une fontaine et sous un grand préau. Sous ce préau, se déroulent plusieurs activités, comme une fête du village le 14 juillet ou des bals.
- Chapelle d'Outriaz.